# Citadel (film)
Pour les articles homonymes, voir Citadel.
Pour plus de détails, voir Fiche technique et Distribution.
Citadel est un film d'horreur irlando-britannique écrit et réalisé par Ciarán Foy, sorti en 2012. 
Le film débute alors que Tommy a vu sa compagne enceinte se faire battre par trois adolescents, sans rien pouvoir faire. Neuf mois plus tard, le voilà confronté à nouveau à ceux qui ont entrainé la mort de sa femme. Devenu agoraphobe à la suite de l'agression de celle-ci, il devra lutter pour défendre sa fille, rescapée de l'agression, née alors que la mère était dans le coma. Mais ceux qui semblaient être des adolescents violents ne sont peut-être pas même humains... Tommy devra retourner sur les lieux de l'agression, La Citadelle, et y combattre ses démons et sa peur.

## Synopsis
Tommy vit avec sa compagne enceinte, Joanne, dans un immeuble délabré. Alors que Tommy se trouve dans l'ascenseur, il assiste impuissant à l'agression de sa compagne par un groupe d'adolescents capuchonnés. Il découvre ensuite le corps de sa femme battue, avec une seringue dans le ventre. Lors d'une ellipse, on voit Joanne dans un hôpital. Elle donne naissance à leur fille Elsa. Mais Joanne reste, malgré l'enfantement, dans un coma profond. Une infirmière, Marie, soutient alors Tommy pour l'aider à surmonter son agoraphobie survenue des suites de son expérience traumatisante. Joanne décède. Lors de ses obsèques, un prêtre met en garde Tommy : le groupe de jeunes délinquants reviendra pour sa fille Elsa.
Le matin suivant, les délinquants s'introduisent dans l'immeuble de Tommy. Ils saccagent l'appartement, visiblement à la recherche de sa fille. Tommy, qui a réussi à se mettre avec sa fille à l’abri du regard des jeunes forcenés, essaie désespérément d'appeler par téléphone Marie, l'infirmière. Mais l'absence de tonalité lui signale une coupure de la ligne, rendant impossible toute communication.
Plus tard, Marie, inquiète de ne plus avoir de nouvelles de son patient, retrouve finalement Tommy, armé d'un marteau, ainsi que sa fille, dans leur salle de bain. Marie tente de le réconforter. Tommy, voulant y voir plus clair sur l'identité et les motivations de cette bande de vandales visiblement sans foi ni loi, réclame une explication au prêtre rencontré la veille, celui-là même qui était au courant des velléités malveillantes des porteurs de capuche.
L'homme de foi fait part au jeune père de sa volonté de détruire son immeuble, celui-ci étant le repaire de cette bande de malfaisants, qui, contre toute attente, s'avèrent selon lui ne pas appartenir à l'espèce humaine. En effet, si ces êtres partagent avec les hommes certaines similarités morphologiques, ils se trouvent être aveugles et adoptent un comportement que d'aucun qualifierait de sauvage, trahissant ainsi une psychologie et une socialisation bien différentes de celles de la plupart des êtres humains. Plus incroyable encore, ils semblent s'alimenter des peurs des autres, et enlèvent des enfants pour les transformer en "monstres" comme eux, et agrandir ainsi leur bande et leurs forces.
Tommy, incrédule, refuse d'aider le prêtre dans son entreprise de destruction de ce qui lui sert de logement. Il retrouve Marie. Elle ne croit pas non plus à ce qu'elle prend pour une superstition d'un homme égaré, et pense pour sa part que ces jeunes ont plus besoin d'assistance que d'être délogés d'une si violente et peu chrétienne manière.
Le lendemain matin, Tommy, Marie et Elsa se baladent dans les alentours de l'immeuble de Tommy. Ils font alors face à ce qui leur apparaît comme une bande d'adolescents aux intentions douteuses. Marie essaie de discuter avec eux calmement, mais les jeunes ne l'entendent pas ainsi. Ils l'agressent et finalement la tuent.
Tommy tente de leur échapper, mais les meurtriers réussissent à lui subtiliser la petite Elsa. Son père, désorienté, retourne alors à la rencontre du prêtre afin qu'il lui porte assistance. L'homme de Dieu accepte. Il réitère son souhait de détruire l'immeuble hanté dans lequel se cachent ceux-là qui ne sont pour lui qu'une ignoble bande d'enfants démoniaques.
Tommy se résout à assister le prêtre dans son projet. Il fabrique alors une bombe qu'il s'apprête à poser, aidé de son compagnon d'infortune Danny, dans les sous-sols de son immeuble. Il entend alors les pleurs d'un enfant, qui pourraient être ceux d'Elsa. Alors qu'il envisage d'aller voir de quoi il retourne, le prêtre l'arrête, et lui dévoile qu'il s'agit d'un piège tendu par les jeunes monstres. Il le sait, continue-t-il, car il n'est autre que le père des enfants monstres. Mais ces révélations le condamnent, et constituent un sacrifice ultime pour le salut de Tommy et Danny.
Tommy et Danny continuent d'arpenter les sous-sols de l'immeuble, et découvrent de nombreux enfants dans des cages. L'un d'entre-eux n'est autre qu'Elsa. Son père la délivre. Les trois personnages réussissent à sortir de l'immeuble. Tommy déclenche alors la détonation censée éliminer tous les enfants monstres.

## Fiche technique
- Titre original : Citadel
- Réalisation : Ciarán Foy
- Scénario : Ciarán Foy
- Direction artistique : Tom Sayer
- Décors : Andy Thomson
- Costumes : Anna Robbins
- Photographie : Tim Fleming
- Montage : Tony Kearns	 et Jake Roberts
- Musique : Tomandandy
- Production : Brian Coffey et Katie Holly
- Producteur dèlégué: David Mackenzie
- Sociétés de production : Blinder Films et Sigma Films
- Société de distribution : Revolver Entertainment
- Pays d’origine :  Irlande ;  Royaume-Uni
- Langue originale : anglais
- Format : couleur - 2.35 : 1 - Dolby numérique - 35 mm
- Genre(s) : drame, horreur, thriller
- Durée : 84 minutes
- Dates de sortie :
  -  États-Unis : 11 mars 2012 (South by Southwest); 9 novembre 2012
  -  Suisse : 11 juillet 2012 (Festival international du film fantastique de Neuchâtel)
  -  Royaume-Uni : 1er mars 2013
  -  France : 11 septembre 2013 (DVD)
- Classification : 
  -  États-Unis : Rated R for disturbing violent content, and language
  -  France : Interdit aux moins de 12 ans

## Distribution
- Aneurin Barnard (VF : Stanislas Forlani) : Tommy
- James Cosmo : le prêtre
- Wunmi Mosaku (VF : Fily Keita) : Marie
- Jake Wilson (VF : Geneviève Doang) : Danny
- Harry Saunders : Elsa
- Amy Shiels : Joanne

 Source et légende : version française (VF) sur RS Doublage

## Production

### Développement
Le réalisateur Ciarán Foy est encore étudiant à National Film School of Irland lorsque l'idée de l'histoire du film lui est parvenue, s'inspirant de son agression « très vicieuse et totalement gratuite » à l'âge de dix-huit ans : il a été attaqué par des jeunes adolescents, « frappé avec un marteau et […] piqué à la gorge avec une seringue sale ». Ce cauchemar lui a fait développer une agoraphobie. Pour l’aider à surmonter ce mal, sa petite amie lui a conseillé de consulter une spécialiste à l'université,.
À partir de sa « propre expérience de l'agoraphobie et [sa] guérison mêlées à [ses] cauchemars et [son] imagination paranoïaque », il commence à écrire le scénario en 2007 pendant cinq ou six ans pour démarrer le projet.

### Tournage
Ciarán Foy et l'équipe de tournage ont filmé vingt-trois jours en plein hiver de −19 °C à Glasgow en Écosse sauf la maison de Tommy, étant à Crumlin, dans une banlieue de Dublin en Irlande.

## Accueil

### Sorties internationales
Après l'avant-première du 11 mars 2012 à South by Southwest où le réalisateur récolte le Prix du public, Citadel sort le 1er mars 2013 au Royaume-Uni.
En Suisse, le Festival international du film fantastique de Neuchâtel le sélectionne en juillet 2012 et le récompense du Prix Narcisse et le Méliès d'argent.
En France, après L'Étrange Festival en septembre 2012, le Paris International Fantastic Film Festival en novembre 2012 et le Festival international du film fantastique de Gérardmer en janvier 2013, le film ne sort pas en salle mais une édition DVD est mise en vente le 11 septembre 2013.

## Distinctions

### Récompenses
- South by Southwest 2012 : Prix du public (Midnight Audience)
- Festival international du film fantastique de Neuchâtel 2012 :
  - Prix Narcisse (Ciarán Foy)
  - Méliès d'argent (Ciarán Foy)
- Festival international du film fantastique de Puchon 2012 : Meilleur réalisateur (Ciarán Foy)
- Galway Film Fleadh 2012 : Meilleur film irlandais (Ciarán Foy)
- Paris International Fantastic Film Festival 2012 : Œil d'or du meilleur film décerné par le public
- Irish Film and Television Awards 2013 : Meilleur son

### Nominations
- Festival international du film de Chicago 2012 : « After Dark Competition » - Gold Hugo (Ciarán Foy)
- BAFTA Scotland Awards 2012 : Meilleur film (Ciarán Foy)
- Paris International Fantastic Film Festival 2012 :
  - Prix du jury de la compétition internationale
  - Prix spécial Ciné + Frisson
  - Mention spéciale du jury de la compétition internationale
- L'Étrange Festival 2012 :
  - Prix nouveau genre
  - Prix du public
- Irish Film and Television Awards 2013 :
  - Meilleur directeur de la photographie (Tim Fleming)
  - Rising Star Award (Ciarán Foy)
- Festival international du film fantastique de Gérardmer 2013 : « Hors-compétition »